# 新紮師兄 (電影)
《新紮师兄》（又名《青年干探》）是2004年上映的香港電影由王晶执导，谢霆锋、陈冠希、鍾欣潼、任達華及胡安等主演。該劇雖然翻拍自無綫電視1984年的劇集《新紮師兄》，但本電影除保留了部分電視劇的角色名，故事與電視劇完全不同。

## 劇情概要
張偉杰出身自一個十分幸福家庭，其父張鐵民是個出色警察，可惜父母關係出現問題，杰父因意外事故離開了杰母，離婚後，杰受母親教導，視父親如仇人，長大後更成為警察。極渴望和父親編為一組，一方面他要父親為疏忽他母子付出代價。後來，他得知父親在警隊中聲譽極佳。另一方面表妹謝穎芝從小喜歡杰。與杰警校同屆的倪峰多年前就對穎芝一見鍾情，可是，礙於她是杰的女朋友，故不敢向穎芝表露愛意，兩人相處頗為尷尬。
杰和峰警校畢業後被派往不同的警署當警探。在一次特殊行動中，杰重遇十七年沒見的生父民。杰、峰由於行動中的優異表現同時被調往民帶領的重案組B隊，最新任務是剷除在旺角區無惡不作的巴氏兄弟
一晚，峰意外地發現母親男友肥七被巴閉捉住。峰現身將七救回。巴閉捉拿峰母，要挾峰見面並加入其集團。峰並未答允。翌日，峰收到一盒經過剪輯，偷拍與巴閉見面的光盤。
杰在計程車上，遇到一成熟美女妮高，遭巴辣騷擾，杰上前阻止。後發現妮是與父親民有戀情的內部調查科的高級女督察。杰為了報復父親決定調職到內部調查科調查其底細科並對督察妮展開追求攻勢。
民率重案組前去剷除巴氏兄弟的搖頭丸集團。激戰中督察制服了巴辣。而巴閉則威脅峰放走自己，否則將偷拍的光盤交給廉政公署。峰無奈放他離去，被停職調查。
峰停職後為了生活，無奈答應加入巴閉集團。同時亦在此時與遭杰冷落的穎芝擦出火花，珠胎早種。
巴閉脅迫峰與其共犯巴辣的囚車，而巴閉只想將峰作為代罪羔羊，置峰予死地

## 演員表
- 謝霆鋒 飾 張偉杰
- 陳冠希 飾 倪峰（Fit佬）
- 任達華 飾 張鐵民
- 鍾欣潼 飾 穎芝 Wing
- 米雪 飾 杰母
- 周永恆 飾 高佬泉
- 林雪 飾 肥七
- 湯鎮業 飾 巴閉
- 李煒尚 飾 韋國英
- 尹志強 飾 黎sir
- 連晉 飾 大文
- 胡安 飾 好姐
- 舒高 飾 孫晴 Nicole
- 潘冰嫦 飾 峰母
- 梁麗瑩 飾 孫晴校友

## 外部連結
- 開眼電影網上《新紮師兄》的資料（繁體中文）
- 香港影庫上《新紮師兄》的資料（繁體中文）
- 时光网上《新紮師兄》的資料（简体中文）
- 豆瓣电影上《新紮師兄》的資料 （简体中文）
- 爛番茄上《新紮師兄》的資料（英文）
- AllMovie上《新紮師兄》的资料（英文）
- 互联网电影数据库（IMDb）上《新紮師兄》的资料（英文）